# Muzej Hergé
Muzej Hergé, ali Hergéjev muzej, je muzej v Belgiji, posvečen življenju in delu belgijskega karikaturista Georgesa Remija (1907–83), poznan pod vzdevkom Hergé, ki je najbolj znan po svoji seriji stripov Tintin in njegove pustolovščine.
Muzej se nahaja v mestecu Louvain-la-Neuve v Valoniji južno od Bruslja na naslovu "Rue Labrador 26", Tintinovega prvega doma v knjigah. Zasnoval ga je francoski arhitekt Christian de Portzamparc, notranjost pa je oblikoval karikaturist Joost Swarte. Prvi kamen je bil položen maja 2007 med stoletnico Hergéjevega rojstva, odprli pa so ga junija 2009. Sestavljen je iz treh nadstropij s skupno devetimi razstavnimi prostori ter kavarne, muzejske trgovine in mini kina.

## Muzej
Obiskovalci z ogledom začnejo v zgornjem nadstropju. Prva soba je posvečena Hergéjevemu življenju. Druga soba prikazuje Hergejeva številna zanimanja, njegove zgodnje komercialne ilustracije in njegove zgodnje stripe. Obiskovalci nato prečkajo dolg prehod in si ogledajo preddverje na eni strani ter hrastov gozd na drugi strani. Tretja soba predstavlja svet Tintina z devetimi steklenimi vitrinami, namenjenimi glavnim junakom serije. Četrta soba se osredotoča na Hergéja in kino. Eno nadstropje nižje obiskovalci vstopijo v največjo sobo v muzeju, posvečeno krajem, ki jih je Tintin prepotoval. Poleg te je še ena velika soba "laboratorij" profesorja Sončnice, ki se osredotoča na znanost v Tintinovih knjigah. Po prečkanju spodnjega mosta, obiskovalci spoznajo Studios Hergé. Končna soba se imenuje "Hergé Acclaimed" in prikazuje Hergéjeve povezave s politiki, umetniki in filozofi. V glavnem nadstropju je prostor za začasne razstave, kot je V Tibet s Tintinom. Obiskovalcem je na voljo triurni pripovedni ogled muzeja preko slušalk, povezanih z iPodom. V prvem letu odprtja, je muzej obiskalo 100.000 obiskovalcev.
Med odprtjem muzeja so bili novinarji obveščeni o politiki muzeja, da znotraj ni dovoljeno fotografirati, da bi preprečili "zlorabo avtorskih pravic zaradi izpostavljenega dela". Nezadovoljni, so nekateri novinarji zapustili muzej. Novinarjem je bilo dovoljeno fotografirati nekatere dele muzeja, ko si je kralj Albert II. naslednji mesec ogledoval muzej. Muzej dandanes obiskujejo predvsem turisti.
Oktobra 2013 je bilo objavljeno, da muzej deluje z izgubo. Čeprav je muzej povsem zaseben in pripada fundaciji Hergé, ki ima pravice nad Hergéjevim delom, je lastnik Nick Rodwell zaprosil za finančno pomoč od belgijske vlade.